# Liste d'oiseaux par altitude de vol

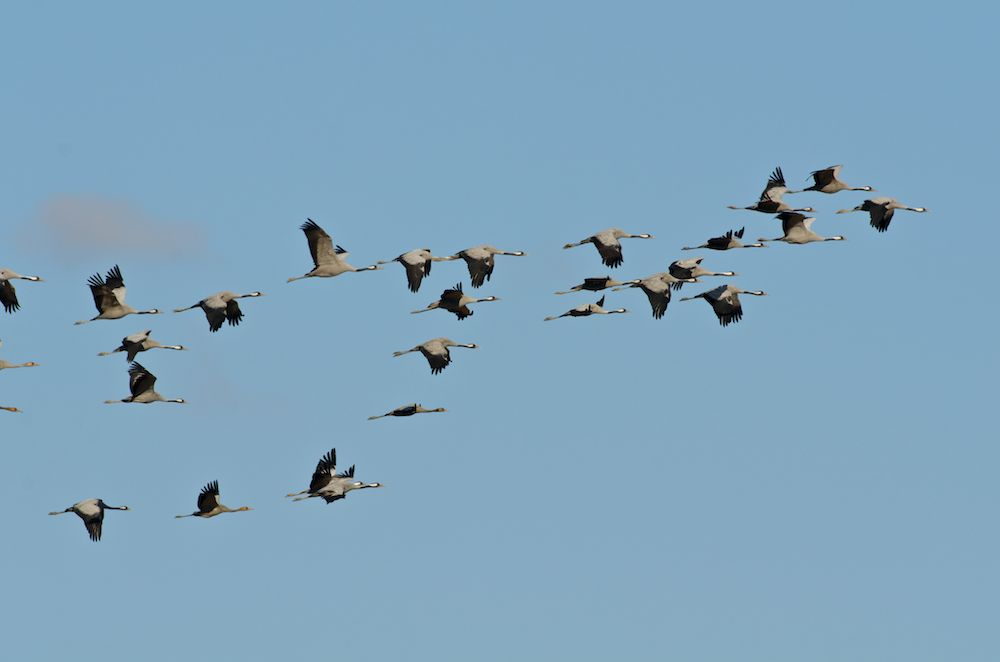
Vol de Grues

Les oiseaux migrateurs et les oiseaux de proie peuvent atteindre des altitudes significatives durant leur vol. Cette liste d'oiseaux par altitude de vol indique les records d'altitude enregistrées de différentes espèces aviaires (en se limitant à celles dépassant les 4 500 mètres).

## Les oiseaux par leur hauteur de vol
| Oiseau                                     | Image | Famille      | Altitude maximale            | Remarques |
| ------------------------------------------ | ----- | ------------ | ---------------------------- | --- |
| Vautour de Rüppell (Gyps rueppellii)       |       | Accipitridae | 11 300 mètres (37 100 pieds) | Les vautours se servent de leur excellente vision pour surveiller à partir de leur position relativement statique les zones qu'ils dominent.                                                 |
| Grue cendrée (Grus grus)                   |       | Gruidae      | 10 000 mètres (33 000 pieds) | Cette altitude a été relevée à la verticale de l'Himalaya. Leur capacité à atteindre cette hauteur leur permet d'éviter la prédation des aigles lors du franchissement des cols de montagne. |
| Oie tigrée (Anser indicus)                 |       | Anatidae     | 8 800 mètres (29 000 pieds), | |
| Cygne chanteur (Cygnus cygnus)             |       | Anatidae     | 8 200 mètres (27 000 pieds)  | Cette altitude a été atteinte par un groupe de cygnes volant au-dessus de l'Irlande du Nord et a été relevée par un radar.                                                                   |
| Chocard à bec jaune Pyrrhocorax (graculus) |       | Corvidae     | 8 000 mètres (26 500 pieds)  | Cette altitude a été observée au-dessus de l'Everest. |
| Gypaète barbu (Gypaetus barbatus)          |       | Accipitridae | 7 300 mètres (24 000 pieds). | |
| Condor des Andes (Vultur gryphus)          |       | Cathartidae  | 6 500 mètres (21 300 pieds)  | |
| Canard colvert (Anas platyrhynchos)        |       | Anatidae     | 6 400 mètres (21 000 pieds)  | Cette altitude a été observée au Nevada. |
| Barge rousse (Limosa lapponica)            |       | Scolopacidae | 6 000 mètres (20 000 pieds)  | Elle peut atteindre cette altitude lors de la migration. |
| Cigogne blanche (Ciconia ciconia)          |       | Ciconiidae   | 4 800 mètres (16 000 pieds). | Elle peut atteindre cette altitude lors de la migration. |